# X10 (langage)
Pour les articles homonymes, voir X10.
X10 est un langage de programmation en cours de développement par IBM au centre de recherche Thomas J. Watson financé par le projet High Productivity Computing Systems de la DARPA. Les auteurs principaux sont Kemal Ebcioğlu, Vijay Saraswat, and Vivek Sarkar.
X10 est conçu pour la programmation parallèle avec le modèle d'espace d'adressage global partagé (en) (PGAS). Un programme s'exécute sur un ensemble de places : chaque place possède des données et quelques activities qui font des calculs sur ces données. Il supporte un système de typage avec des contraintes pour la programmation orientée objet, les types primitifs structs définis par l'utilisateur, les globally distributed arrays et le parallélisme structuré et non structuré.